# Roma, Queensland

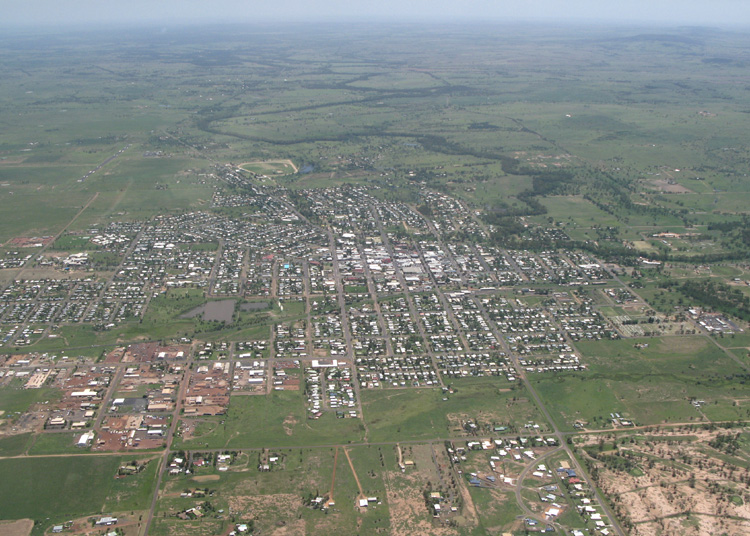
Roma

Roma är en stad i södra Queensland i Australien med 6 763 invånare (2004). Staden är belägen drygt 515 km via järnväg från Brisbane. Den har fått sitt namn från Diamantina Bowen (född Roma), fru till George Ferguson Bowen, tidigare guvernör i Queensland. 